# Feng Keng
Feng Keng (en chino: 馮鏗; 1907–1931) fue una poetisa y autora, hija de una profesora, que tras su ejecución fue conocida como una de los Cinco Mártires de la Liga de Escritores de Izquierda. Feng nació en la provincia de Cantón (China).
Cuando la revista Foro de China informó de su ejecución, también publicó poemas e historias escritos por cuatro de los asesinados, siendo Keng una de las autoras.